# María Lourdes Arastey Sahún
María Lourdes Arastey Sahún   (Tarragona, 1959) és una jurista catalana experta en jurisdicció social i en igualtat de gènere. El juliol de 2021 fou escollida jutgessa del Tribunal de Justícia de la Unió Europea (TJUE) en substitució de l'espanyola Rosario Silva de Lapuerta. Ha estat magistrada de la Sala social del Tribunal Suprem espanyol.

## Biografia
Va néixer a Tarragona en 1959 i es va llicenciar en dret per la Universitat de Barcelona el 1982, i es va formar com a jutge durant dos anys a l'Escola Judicial. Va començar a exercir com a jutgessa de primera instància i instrucció a Sant Feliu de Llobregat. Va assumir les seves primeres destinacions en els òrgans mixtos de la jurisdicció fins al 1989, quan va ascendir a magistrada i va ocupar destinació en el jutjat social núm. 7 de Barcelona. El 1990 va passar a la Sala Social del Tribunal Superior de Justícia de Catalunya. El 2002 va ser nomenada Magistrada especialista en l'ordre social.
En 2009 va ser nomenada magistrada de la Sala Quarta del Tribunal Suprem espanyol. En 2018 va ser triada membre del Tribunal Administratiu de l'OTAN.
Ha estat també professora associada de la Universitat de Barcelona i ha participat en fòrums i reunions jurídiques internacionals, entre les quals les Escoles Judicials de Bulgària, Romania i de Espírito Sant (el Brasil), Escola Judicial de Centreamèrica i Carib (Guatemala), Tribunal de Justiça do Rio de Janeiro, Université Montesquieu de Bordeus, el Centre Universitari Mediterrani de Niça, el TJUE, la Cour de Cassation de França, l'Associació de Mediadors d'Hongria, Eurochambers o el Bar of Ireland.
És autora de diverses publicacions de dret laboral, discriminació, gènere i igualtat, mediació i dret de la Unió Europea. El 2016, va ser designada experta en el projecte conjunt de la Xarxa Europea de Consells Judicials (ENJC) i de l'European Law Institute (ELI) sobre Mediació (ADR). És membre activa de l'Associació Judicial Francisco de Vitòria d'ençà del 1986, i va ser portaveu de la secció de Catalunya.
Ha estat vicepresidenta del Grup Europeu de Magistrats per la Mediació (GEMME), institució en què ha presidit la secció espanyola. També és membre de l'ELI i membre fundadora de la xarxa ENJC del Consell General del Poder Judicial.
Va ser candidata per a ocupar la presidència de la Sala social del Suprem, càrrec per al qual va ser escollida María Luisa Segoviano, que va ser la primera dona a presidir aquesta Sala. El 2021 va presentar la seva candidatura al Tribunal de Justícia de la Unió Europea (TJUE), sent escollida d'entre vint-i-quatre altres aspirants. Arastey va així substituir Rosario Silva de Lapuerta —la primera dona que va ser advocada de l'Estat a Espanya— com a jutgessa del TJUE. El seu mandat s'estén fins al 6 d'octubre de 2027.